# Waschhaus (Roinville)

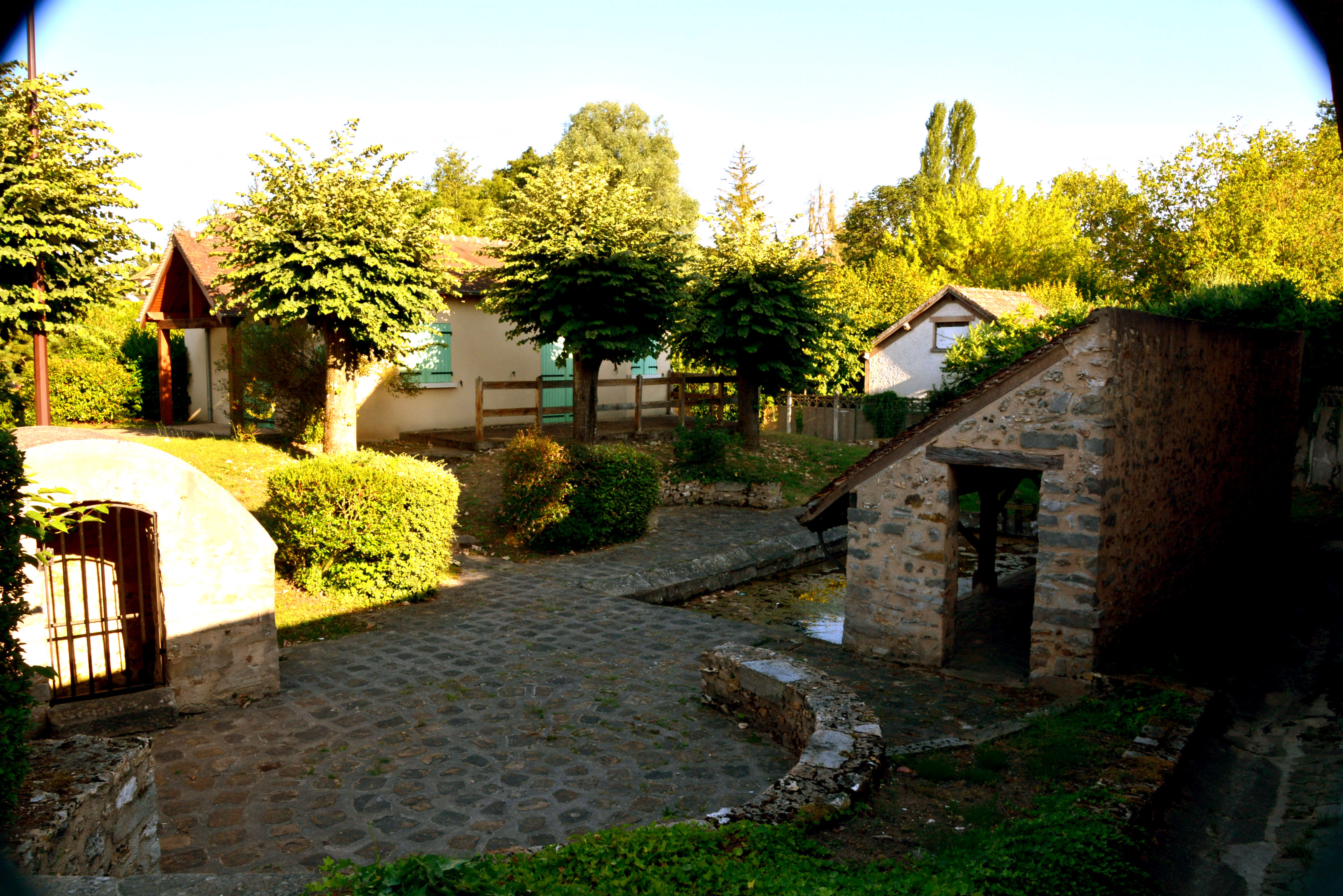
Waschhaus in Roinville, Rue du Général de Gaulle

Das Waschhaus (französisch lavoir) in Roinville, einer französischen Gemeinde im Département Essonne in der Region Île-de-France, wurde 1880 errichtet.  
Das öffentliche Waschhaus in der Rue du Général de Gaulle wird von einem Brunnen gespeist. Es besteht aus einem Bruchsteinmauerwerk mit Pultdach.
Ein weiteres Waschhaus befindet sich im Ortsteil Mesnil Grand.